# 姚穆
姚穆（1930年5月13日—2025年2月19日），男，江苏南通人，中国纺织材料学家和纺织教育家，中国工程院院士，曾任西北纺织工学院（现西安工程大学）教授、博士生导师、校长、名誉校长，苏州大学纺织与服装工程学院教授、博士生导师。

## 生平
1952年毕业于西北工学院，后留校任教。2001年当选中国工程院院士。

## 社会兼职
曾任陕西省科学技术协会副主席。

## 纪念
西安工程大学姚穆奖学基金，由姚穆的弟子发起，成立于2009年。